# Real Illusions: Reflections
Real Illusions: Reflections es el séptimo álbum de estudio del guitarrista Steve Vai sacado a la venta el 22 de febrero de 2005, quien a esta altura de su carrera ha llegado a límites lejanos en la ejecución de la guitarra: velocidad, intensidad, sentimiento y una gran técnica.

Según declaraciones de Steve este es el primer CD de una serie de tres, englobados dentro del concepto Real Illusions. En este caso se trata de Reflections, obra constituida de once temas con la firma Vai y todas sus señas particulares.
En este disco participan Steve en guitarra y voz, el gran Billy Sheehan en bajo y Jeremy Colson en batería, como músicos principales. También aparecen Gregg Bisonette en percusión y Pía Vai en arpa. Como es habitual toda la música y letras, así como los arreglos fueron compuestos por Steve. Según su definición este CD es "La primera parte de una colección de viñetas multicapas basadas en exageraciones mentales amplificadas de un loco busca-verdades que ve el mundo..." Realmente la diferencia entre temas es notable, hallándose temas instrumentales en onda heavy, algunos casi humorísticos, baladas clásicas, más otras canciones cantadas; exponiendo toda la creatividad e innovación de la que siempre ha hecho gala Steve en cada uno de sus trabajos. Uno de los mejores temas es en este CD el séptimo, titulado "Lotus Feet". Esta hermosa balada fue grabada en vivo en Ámsterdam, uniendo a Steve con la Metropole Orkest en una sesión colmada de público.

## Lista de canciones
Todas las canciones escritas y compuestas por Steve Vai. 
| N.º   | Título                 | Duración |  |
| 1.    | «Building the church»  | 4:58     |  |
| 2.    | «Dying for your love»  | 4:50     |  |
| 3.    | «Glorious»             | 4:35     |  |
| 4.    | «K'm-Pee-Du-Wee»       | 4:00     |  |
| 5.    | «Firewall»             | 4:19     |  |
| 6.    | «Freak Show Excess»    | 6:51     |  |
| 7.    | «Lotus feet» (En vivo) | 6:45     |  |
| 8.    | «Yai Yai»              | 2:37     |  |
| 9.    | «Midway creatures»     | 3:42     |  |
| 10.   | «I'm your secrets»     | 4:26     |  |
| 11.   | «Under it all»         | 8:07     |  |
| 55:10 |                        |          |  |

- Datos: Q685751